# 彌陀 (大字)
彌陀，原稱為彌陀港，是臺灣高雄市彌陀區的一個傳統地域名稱，也是全區行政中心所在地，位於該區東部。相較於今日行政區，其範圍大致包括彌陀里不含西南部、彌壽里東大半部、彌仁里不含西端、彌靖里不含西北端、鹽埕里東半部。
本地區境內主要聚落為彌陀港（彌陀），設有彌陀國小。

## 歷史
台灣日治初期，彌陀地區為一街庄，稱為「彌陀港庄」（舊制街庄），隸屬於仁壽上里。該庄昔日北隔阿公店溪與竹仔港庄為鄰，東與港口崙庄、石螺潭庄為鄰，南邊為梓官庄，西南邊為漯底庄，西邊為海尾庄、鹽埕庄。
1901年（日治明治三十四年）11月11日，全台廢縣廳改設二十廳，該庄隸屬於鳳山廳。1904年（明治三十七年）5月3日，該庄編入「彌陀港區」，隸屬於鳳山廳。1909年（明治四十二年）10月25日，全台合併二十廳為十二廳，彌陀港區改隸屬於臺南廳。1920年（大正九年）10月1日，全台地方制度大改正，廢十二廳改設五州二廳，該庄改制並簡化為「彌陀」大字，隸屬於高雄州岡山郡彌陀庄（新制街庄）。
戰後彌陀庄改制為彌陀鄉，隸屬於高雄縣，大字亦改制為村。1950年（民國39年）3月1日，彌陀鄉拆分出永安鄉，本地區仍隸屬於彌陀鄉。同年10月1日，高、屏分治，彌陀鄉仍隸屬於高雄縣。1951年（民國40年）4月20日，彌陀鄉再拆分出梓官鄉，本地區仍隸屬於彌陀鄉。2010年（民國99年）12月25日，高雄縣、市合併為直轄高雄市，彌陀鄉改制為彌陀區，村亦改制為里。

## 聚落
本地區發展較早的聚落為彌陀港（彌陀），在日治初期的官方地圖上已有記載。

## 交通
省道台17線又稱「西部濱海公路」，是甲南至水底寮的幹道，經過本地區主聚落東側。由該道路北行可前往永安區東部、路竹區西端、湖內區西南端、茄萣區等地；南行可前往梓官區、橋頭區西南端、楠梓區、左營區等地。
區道高23線是彌陀至典寶的道路，其北側端點（起點）位於本地區中部略偏西南、彌陀聚落的中正路路口。
區道高24線是海尾至彌陀的道路，其東側端點（終點）位於本地區西部凸出部分西南側、彌陀聚落的區道高23線路口。
區道高26線是南寮至石潭的道路，經過本地區南部邊界地帶東端。

## 學校
- 彌陀國中（小部分）
- 彌陀國小

## 公務機關
- 彌陀區公所
- 高雄市梓官戶政事務所彌陀辦公處
- 高雄市政府警察局岡山分局彌陀分駐所
- 高雄市政府消防局第五大隊彌陀消防分隊